# Kristina Hendel
Kristina Hendel, geborene Kristina Božić (* 13. Mai 1996), ist eine kroatische Leichtathletin, die sich auf Mittelstrecken- und Langstreckenlauf spezialisiert hat.

## Karriere
Als 16-Jährige sorgte Kristina Božić erstmals bei den kroatischen Meisterschaften für Aufsehen. Am 21. Juli 2012 wurde sie beim 3000-Meter-Hindernislauf hinter Nikolina Hrelec kroatische Vizemeisterin und einen Tag später belegte sie im 3000-Meter-Lauf den fünften Platz. Daraufhin nahm sie an den Juniorenweltmeisterschaften in Barcelona teil und schied dort im Hindernislauf als Zwölfte ihres Laufes aus. Ein Jahr später sicherte sie sich erstmals einen kroatischen Meistertitel. Am 8. Juni 2013 siegte sie bei der kroatischen Meisterschaft in Zagreb in 10:49,70 Minuten über die 3000 Meter Hindernis und einen Tag später sicherte sie sich im 3000-Meter-Lauf hinter Lisa Christina Nemec und Matea Matošević die Bronzemedaille. Bei den Jugendweltmeisterschaften in Donezk gelangte sie in das Finale und belegte dort den 13. Platz. Daraufhin erfolgte die Teilnahme an den Junioreneuropameisterschaften in Rieti, bei denen sie sich nicht für das Finale qualifizieren konnte.
Am 12. Juli 2014 startete sie zum dritten Mal bei den kroatischen Meisterschaften und konnte in 10:55,34 Minuten ihren Titel über die 3000 Meter Hindernis erfolgreich verteidigen. Einen Tag später verpasste sie hinter Matea Parlov ihren ersten Meistertitel über die 3000 Meter und mussten sich mit dem Vizemeistertitel begnügen. Hendel nahm erneut an den Juniorenweltmeisterschaften in Eugene teil, gelangte aber ein weiteres Mal nicht in das Finale. Ein Jahr später startete sie am 25. April 2015 bei der kroatischen Meisterschaft im 10.000-Meter-Lauf in Božjakovina und konnte auf Anhieb in 37:00,8 Minuten den Wettbewerb gewinnen. Damit konnte sie ihre insgesamt dritte kroatische Meisterschaft gewinnen. Am 25. Juli 2015 nahm sie zudem an den richtigen kroatischen Leichtathletik-Meisterschaften teil, welche in Varaždin ausgetragen wurden. Dort startete sie im 3000-Meter-Hindernislauf und gewann zum dritten Mal in Folge die kroatische Meisterschaft in dieser Disziplin. Danach belegte sie bei den Junioreneuropameisterschaften in Eskilstuna den 14. Platz im Finale.
Nachdem sie durch ihre Schwangerschaft bedingt im Jahr 2016 nur bei zwei Wettbewerben starten konnte, gab sie am 2. April 2017 ihr Debüt beim City-Lauf in Korschenbroich. Bei diesem Straßenrennen über die fünf Kilometer belegte sie in einer Zeit von 16:35 Minuten den achten Platz. Wenige Tage später nahm sie an der kroatischen 10.000-Meter-Meisterschaft teil und sicherte sich in 35:10,3 Minuten den zweiten Meistertitel über diese Strecke. Bei den U23-Europameisterschaften im polnischen Bydgoszcz belegte sie über 5000 Meter den elften sowie über 10.000 Meter den 15. Platz. Am 24. Februar 2018 startete sie bei der kroatischen Hallenmeisterschaft im 3000-Meter-Lauf und siegte dabei in 9:47,82 Minuten.
Am 26. Mai 2018 startete sie beim IFAM Meeting im belgischen Oordegem im 3000-Meter-Hindernislauf. Bei diesem Wettbewerb steigerte sie nicht nur ihre persönliche Bestleistung um mehr als 25 Sekunden, sondern verbesserte den bisherigen kroatischen Rekord von Lisa Christina Nemec in dieser Disziplin auf 10:02,20 Minuten.
Ihren ersten Marathon lief sie bei der 59. Ausgabe des Essen Marathon „Rund um den Baldeneysee“ am 10. Oktober 2021 und siegte bei den Frauen mit einem neuen Streckenrekord in 2:27,30 h.

## Bestleistungen

### Freiluft
- 1500-Meter-Lauf: 4:39,77 min am 30. Juni 2012 in  Čakovec
- 3000-Meter-Lauf: 9:21,20 min am 8. August 2020 in  Zagreb
- 5000-Meter-Lauf: 16:06,66 min am 15. August 2020. in  Dortmund
- 10.000-Meter-Lauf: 33:35,65 min am 7. Juni 2019. in  Leiden (Stadt)
- 2000-Meter-Hindernislauf: 06:43,75 min am 13. Mai 2018 in  Pliezhausen
- 3000-Meter-Hindernislauf: 10:02,20 min NR am 26. Mai 2018 in  Oordegem
- Halbmarathon: 1:13:29 h am 19. September 2020 in  Ústí nad Labem
- Marathon: 2:27:29 h am 24. April 2022 in  Hamburg

### Halle
- 1500-Meter-Lauf: 04:34,05 min am 9. Februar 2018 in  Erfurt
- 3000-Meter-Lauf: 09:17,90 min am 4. Februar 2021 in  Erfurt
- 5000-Meter-Lauf: 17:47,64 min am 21. Februar 2016 in  New York City

## Familiäres
Im Juli 2016 heiratete sie den deutschen Leichtathleten Sebastian Hendel, den sie beim Studium am Iona College in New York City kennengelernt hatte. Nach der Hochzeit zogen sie nach Deutschland und dort brachte sie am 12. Oktober 2016 den gemeinsamen Sohn zur Welt. Sie studiert an der Westsächsischen Hochschule Zwickau Modedesign.